# D.H. Peligro
Darren Eric Henley (St. Louis, 9 de julho de 1959 – Los Angeles, 28 de outubro de 2022), mais conhecido por seu nome artístico D.H. Peligro, foi um músico americano de punk rock, mais conhecido como baterista do Dead Kennedys junto com uma breve passagem como baterista do Red Hot Chili Peppers.

## Carreira

### Dead Kennedys (1981–1986, 2001–2008, 2009–2022)
Peligro se juntou ao Dead Kennedys em fevereiro de 1981, substituindo o baterista original, Ted, e fez sua estreia gravada com o grupo no EP In God We Trust, Inc., lançado em dezembro daquele ano. Ele iria gravar os álbuns de estúdio Plastic Surgery Disasters, Frankenchrist e Bedtime for Democracy, bem como singles e outras faixas que apareceram na coleção, Give Me Convenience or Give Me Death. Os Dead Kennedys se separaram em dezembro de 1986.
Em 2001, os Dead Kennedys junto com Peligro se reuniram sem o ex-vocalista e compositor principal Jello Biafra após uma queixa de fraude civil contra Biafra, acusando-o de reter royalties. Biafra foi finalmente condenado por fraude, malícia e quebra de contrato, um veredicto mantido em apelação perante a Suprema Corte da Califórnia, e foi condenado a pagar $ 220.000 em danos reais e punitivos.
No início de 2008, Peligro deu um hiato no Dead Kennedys, citando a necessidade de uma folga da turnê.  O breve hiato durou até junho de 2009, quando Peligro voltou à banda.

### Red Hot Chili Peppers (1988)
Em 1988, Peligro se juntou ao Red Hot Chili Peppers substituindo o baterista Jack Irons. O guitarrista Hillel Slovak havia morrido recentemente de overdose de heroína e foi substituído pelo guitarrista DeWayne McKnight. Peligro era amigo da banda há anos e havia tocado em uma banda de comédia chamada Three Little Butt Hairs com o cantor Anthony Kiedis e o baixista Flea. McKnight foi demitido por três shows em sua turnê em setembro de 1988 e foi substituído por John Frusciante. Peligro duraria um pouco mais que McKnight, ajudando a escrever algumas canções do quarto álbum da banda, Mother's Milk, que foi lançado no ano seguinte, embora Peligro não tenha atuado no álbum. Devido a seus problemas contínuos com drogas e álcool, a banda decidiu demitir Peligro em novembro de 1988. Peligro não lidou bem com seus disparos. Flea disse que ficou na cama por dias depois de tomar a decisão de demitir Peligro. Anos depois, Kiedis disse que demitir Peligro foi uma das coisas mais difíceis que a banda já teve que fazer, embora Kiedis tenha se tornado uma parte importante do caminho de Peligro para a sobriedade, que começou depois que ele foi demitido. Chad Smith substituiu Peligro algumas semanas depois e está com a banda desde então.

### Outras bandas
Peligro também tocou brevemente com The Hellations, Jungle Studs, Nailbomb, The Feederz, Lock-Up, The Two Free Stooges e SSI. Peligro foi o vocalista de sua banda chamada Peligro (espanhol para "Perigo") e lançou três álbuns: Peligro (lançado em 1995 pela gravadora Alternative Tentacles de Biafra, mas excluído do catálogo em 2001), Welcome to America e Sum of Our Surroundings, que ganhou o prêmio de Álbum de Rock do Ano no American Independent Music Awards. O som de Peligro é conhecido por ser uma combinação eclética de punk, reggae, funk e heavy metal. D.H. Peligro também liderou as bandas Reverend Jones e Cool Aid Choir e Al Sharpton's Hair and the Hellions. Ele aparece como entrevistado no documentário Afro-Punk de 2003. Em 2020, Peligro gravou a música "Power is Taken" com Moby, que também foi incluída no álbum de Moby, All Visible Objects.

## Morte
Em 28 de outubro de 2022, Peligro morreu de traumatismo craniano após uma queda acidental em sua casa em Los Angeles, aos 63 anos.

## Discografia

### Dead Kennedys
- In God We Trust, Inc. (1981)
- Plastic Surgery Disasters (1982)
- Frankenchrist (1985)
- Bedtime for Democracy (1986)
- Give Me Convenience or Give Me Death (1987)
- DMPO's on Broadway (2000)
- Mutiny on the Bay (2001)
- The Early Years Live (2001)
- In God We Trust, Inc.: The Lost Tapes (2003)
- Live at the Deaf Club (2004)
- Milking the Sacred Cow (2007)
- Original Singles Collection (2014)

### Jungle Studs
- Jungle Studs (1986)

### Peligro
- Peligro (1995)
- Welcome To America (2000)
- Sum Of Our Surroundings (2004)

### Red Hot Chili Peppers
- Mother's Milk (1989) (co-escreveu "Sexy Mexican Maid", "Stone Cold Bush" and "Taste the Pain")

### Nailbomb
- Proud to Commit Commercial Suicide (1995) (bateria em "Police Truck (cover de Dead Kennedys)", "Exploitation (cover de Doom)" e "World of Shit")